# Pipara
Pipara také Pipa (3. století? – 3. století?) byla dcerou Attala, krále germánského kmene Markomanů na území dnešních Čech. Jako nástroj k urovnání vztahů Markomanů a Římanů se dostala k římskému císaři Gallienovi s nímž měla milostný poměr. 
Invaze krále Attala do Panonie v roce 254 byla jednou z mnoha markomanských invazí, která přispěla ke krizi třetího století. V roce 258 Markomani znovu hrozili napadením Panonie, tato hrozba vedla k jednání Attala s římským vojevůdcem Markem Aureolem. Aureolus při jednání dosáhl dohody, v níž se Attalus zavázal chránit severní úsek římské hranice, výměnou za část území Panonie. Zárukou plnění dohody byla králova dcera Pipara, kterou si Římané vzali jako rukojmí. Pipara se v Římě stala milenkou či konkubínou císaře Galliena. Římská histografie Historia Augusta tvrdí, že mezi Piparou a Gallienem byla skutečná láska, kterou k sobě cítili, Gallienus byl údajně Piparou natolik okouzlen, že si kvůli ní dokonce odbarvoval vlasy.
Oproti tomu Aurelius Victor jejich milostný vztah popsal jako hanebný.